# Ermita de Santa Bárbara (Moncada)
La ermita de Santa Bárbara es un templo católico situado en el municipio de Montcada  en la comarca de la Huerta Norte de la Comunidad Valenciana. Datado de finales del siglo XVII, está catalogado como Bien de Relevancia Local, con número de anotación 46.13.171-005, según la ley del Patrimonio Cultural Valenciano.

## Descripción
Se trata de una ermita de estilo renacentista, donde destaca la gran fachada con pórtico de siete arcos, encima del cual se levanta un amplio frontón con dos relojes de sol. El aspecto actual data de la reforma realizada en 1832.